# Вулиця Богдана Хмельницького (Конотоп)
Вулиця Богдана Хмельницького — одна з основних та найдовших вулиць міста Конотоп Сумської області. Основна вулиця району Селище КВРЗ.

## Розташування
З'єднує район Селища КВРЗ з районом Колієпроводу. Починається з перетину з проспектом Миру, вулицями Свободи та Депутатська і закінчується на околиці міста Конотоп в напрямку села Шаповалівка Конотопського району.

## Назва
Названа на честь видатного козацького полководця, гетьмана Війська Запорозького Богдана Хмельницького.

## Історія
Вулиця існує з XIX століття. Згадується з 1914–1915 років.
Вулиця виникла на місці шляху з Конотопа до села Соснівка, Конотопського району.
Перша назва — Вулиця Соснівська. Назва вказувала на дорогу, яка прямувала з міста Конотоп до села Соснівка, на якій виникла вулиця.
З 1920-х років — вулиця Пролетарська. Назва мала на меті підкреслити теоретичне панування пролетаріату в СРСР.
З середини XX століття — вулиця Богдана Хмельницького.

## Пам'ятки архітектури
Житловий будинок за адресою вулиця Богдана Хмельницького, 5 (1936 рік) є пам'яткою архітектури.